# Rubrius antarcticus
Espèce
Synonymes
- Cybaeus antarcticus Karsch, 1880
- Coelotes subfasciatus Simon, 1884

Rubrius antarcticus est une espèce d'araignées aranéomorphes de la famille des Macrobunidae.

## Distribution
Cette espèce se rencontre en Argentine et au Chili.

## Description
Le mâle holotype mesure 8 mm.
Les mâles mesurent de 8,1 à 9,5 mm et les femelles de 7,3 à 12,0 mm.

## Systématique et taxinomie
Cette espèce a été décrite sous le protonyme Cybaeus antarcticus par Karsch en 1880. Elle est placée dans le genre Rubrius par Simon en 1895.
Coelotes subfasciatus a été placée en synonymie par Roewer en 1955.

## Publication originale
- Karsch, 1880 : « Arachnologische Blätter (Decas I). » Zeitschrift für die gesammten Naturwissenschaften, vol. 53, p. 373-409.